# Вел Кілмер
Вел Е́двард Кі́лмер (англ. Val Edward Kilmer; 31 грудня 1959, Лос-Анджелес, Каліфорнія — 1 квітня 2025, там само) — американський актор. Почавши кар'єру як театральний актор, у середині 1980-х Кілмер здобув першу популярність після появи в кінокомедіях «Цілком таємно!» (1984) та «Справжній геній» (1985), згодом у військовому бойовику «Найкращий стрілець» (1986) та фантастичному фільмі «Віллоу» (1988). Кілмер отримав визнання завдяки ролі Джима Моррісона у фільмі Олівера Стоуна «The Doors» (1991).
Кілмер знявся у багатьох фільмах, включно із вестерном «Тумстоун» (1993) та кримінальними фільмами «Справжнє кохання» (1993) та «Сутичка» (1995). Зіграв Бетмена у фільмі Джоеля Шумахера «Бетмен назавжди» (1995), а згодом з'явився у фільмах «Примара і Темрява» (1996), «Святий» (1997), «Принц Єгипту» (1998), «Олександр» (2004), «Поцілунок навиліт» (2005) та «Сніговик» (2017). У 2022 році Кілмер повторив свою роль «Айсмена» у бойовику «Топ Ґан: Меверік», яка стала його останньою кінороллю.
У 2015 році у Кілмера виявили рак горла. Згодом він переніс операцію на трахеї, яка пошкодила його голосові зв'язки, через що актор мав проблеми з голосом. Пройшов курс хімієтерапії та дві трахеостомії. 2020 року опублікував свої мемуари «Я твій Гекльберрі: мемуари». Документальний фільм «Вел» 2021 року розповідає про його проблеми зі здоров'ям і кар'єру. Його прем'єра відбулася на Каннському кінофестивалі та отримала схвальні відгуки критиків.
Фільми за участі Вела Кілмера, визнаного одним із найбільш високооплачуваних акторів 1990-х років, зібрали понад 3,7 мільярда доларів у світовому прокаті. 1992 року кінокритик Роджер Еберт зауважив: «Якщо існує нагорода за найнеоспіванішу головну роль свого покоління, її має отримати Кілмер».

## Життєпис
Другий з трьох синів, народився в Лос-Анджелесі, син Ґледіс і Юджина Кілмера, постачальника аерокосмічного устаткування і приватного будівельного підрядника. Серед його предків були шведи, німці, монголи, шотландці, ірландці та індіанці черокі. Кілмер виріс у долині Сан-Фернандо з двома братами і сестрами. Закінчив вищу школу Чатсворт, в якій його однокласниками були Кевін Спейсі і Мер Віннінґем, а також Голлівудську школу професіоналів. У 17 років вступив до Джульярдської школи драматичних мистецтв. Його брат Веслі помер підлітком внаслідок епілептичного нападу в басейні.

## Кар'єра
Кар'єра Кілмера розпочалася в 1981 році, саме тоді він почав виступати в театрі. В кіно він вперше з'явився в 1984 році у комедії режисерів ЦАЦ «Цілком таємно!». В 1986 році Кілмер зіграв у бойовику «Найкращий стрілець», який зібрав 345 млн. доларів у світовому прокаті, з Томом Крузом у головній ролі. Наступна роль — у фільмі-казці «Віллоу», на зйомках якого він познайомився з своєю майбутньою дружиною, англійською акторкою Джоан Воллі. Кілмер також зіграв хлопчика-вундеркінда в фільмі 1985 року Марти Кулідж «Справжній геній». У 80-х він ще зіграв у фільмах: «Біллі Кід», «Убий мене знову» і «Людина, яка розірвала тисячу ланцюгів».
В 90-х кар'єра Вела Кілмера розвивається жвавіше. Його найвідомішою роллю в той час став фільм-біографія 1991 року режисера Олівера Стоуна «Дорз», де він зіграв Джима Моррісона — американського співака і вокаліста групи The Doors. У фільмі він співав сам, а не під фонограму. До речі, на зйомках цього фільму Вел зламав руку, стрибнувши зі сцени в зал. Після цього у нього залишилось ненормальне потовщення біля ліктя правої руки, що особливо кидається у вічі в фільмі «Сутичка». Ще одна відома стрічка, в якій він знявся — блокбастер 1995 року «Бетмен назавжди», режисером якої став Джоел Шумахер. В ньому Вел Кілмер зіграв бізнесмена Брюса Вейна, відомішого як супергерой Бетмен.
У 2000-х Кілмер став зніматися в основному в фантастичних фільмах та бойовиках. Серед них такі відомі фільми, як «Червона планета», «Поллок», «Море Солтона», «Олександр», «Мисливці за розумом», «Поцілунок навиліт», «Дежа вю», «Москва-нуль», «Лицар доріг», «Є мрії, будуть і подорожі», «Злочинець», «Парниковий експеримент» та інші. У 2010 році Вел Кілмер зіграв у комедії «МакГрубер».
Останньою роллю Кілмера став «Айсмен» у сиквелі «Найкращого стрільця» — «Топ Ґан: Меверік» (2022).
В останнє десятиліття життя хворів на рак горла. Після декількох хірургічних втручань втратив голос, користувався вживленим голосоутворюючим апаратом. У 2020 році заявив, що переміг рак. Помер у 65-річному віці 1 квітня 2025 року від пневмонії.

## Фільмографія
| Рік         | Фільм                                   | Оригінальна назва             | Роль                               | Примітки                                             |
| ----------- | --------------------------------------- | ----------------------------- | ---------------------------------- | ---------------------------------------------------- |
| 1984        | Цілком таємно!                          | Top Secret!                   | Нік Ріверс                         |                                                      |
| 1985        | Справжній геній                         | Real Genius                   | Кріс Найт                          |                                                      |
| 1986        | Вбивства на вулиці Морг                 | The Murders in the Rue Morgue | Філіпп Гарон                       | телефільм                                            |
| 1986        | Найкращий стрілець                      | Top Gun                       | лейтенант Том «Айсмен» Казанський  |                                                      |
| 1987        | Людина, яка розірвала тисячу ланцюгів   | Man Who Broke 1,000 Chains    | Роберт Еліот Бернс / Еліот Робертс | телефільм                                            |
| 1988        | Віллоу                                  | Willow                        | Мадмартіґан                        |                                                      |
| 1989        | Убий мене знову                         | Kill Me Again                 | Джек Ендрюс                        |                                                      |
| 1989        | Біллі Кід                               | Billy the Kid                 | Вільям Бонні                       | телефільм                                            |
| 1991        | Дорз                                    | The Doors                     | Джим Моррісон                      |                                                      |
| 1992        | Громове серце                           | Thunderheart                  |                                    |                                                      |
| 1993        | Справжня Маккой                         | The Real McCoy                | Баркер                             |                                                      |
| 1993        | Справжнє кохання                        | True Romance                  | Елвіс                              |                                                      |
| 1993        | Тумстоун                                | Tombstone                     | Док Холідей                        |                                                      |
| 1995        | Протистояння                            | Heat                          | Кріс Шихерліс                      |                                                      |
| 1995        | Бетмен назавжди                         | Batman Forever                | Бетмен / Брюс Вейн                 |                                                      |
| 1995        | Крила відваги                           | Wings of Courage              | Жан Мермоз                         |                                                      |
| 1996        | Мертва дівчина                          | Dead Girl                     | Доктор Дарк                        |                                                      |
| 1996        | Острів доктора Моро                     | The Island of Dr Moreau       | Монтгомері                         |                                                      |
| 1996        | Привид і темрява                        | The Ghost & the Darkness      | Джон Генрі Петтерсон               |                                                      |
| 1997        | Святий                                  | The Saint                     | Симон Темплар                      |                                                      |
| 1998        | Принц Єгипту                            | The Prince of Egypt           | Мойсей / Бог                       | озвучування                                          |
| 1999        | З першого погляду                       | At first sight                | Вірджил Адамсон                    |                                                      |
| 1999        | Король Джо                              | Joe the King                  | Боб Генрі                          |                                                      |
| 2000        | Червона планета                         | Red Planet                    | Роббі Галлагер                     |                                                      |
| 2000        | Поллок                                  | Pollok                        | Віллем де Кунінг                   |                                                      |
| 2002        | Море Солтона                            | The Salton Sea                | Денні Паркер / Том Ван Аллен       |                                                      |
| 2002        | Тяжкі гроші                             | Run for the Money             | агент ФБР Марк С. Корнелл          |                                                      |
| 2003        | Шоу століття                            | Masked and Anonymous          | тварина-сперечальник               |                                                      |
| 2003        | Сліпий горизонт                         | Blind Horizon                 | Френк Кавано                       |                                                      |
| 2003        | Останній рейд                           | The Missing                   | Лейтенант Джим Дюшарм              |                                                      |
| 2003        | Вондерленд                              | Wonderland                    | Джон Голмс                         |                                                      |
| 2004        | Спартанець                              | Spartan                       | Роберт Скотт                       |                                                      |
| 2004        | Кільце дракона                          | George and the Dragon         | Ель Кабілло                        | не вказаний у титрах                                 |
| 2004        |                                         | Stateside                     | Штаб-сержант Скір                  |                                                      |
| 2004        | Олександр                               | Alexander                     | Філіпп II Македонський             |                                                      |
| 2004        | Мисливці за розумом                     | Mindhunters                   | Джейк Гарріс                       |                                                      |
| 2005        | Поцілунок навиліт                       | Kiss Kiss Bang Bang           | Гей Перрі                          |                                                      |
| 2006        | Перетин 10-ї та Вульф                   | 10th & Wolf                   | Мурта                              |                                                      |
| 2006        | Кохання влітку                          | Summer Love                   | Людина, яку розшукують             |                                                      |
| 2006        | Дежа Вю                                 | Déjà Vu                       | Агент Прізварра                    |                                                      |
| 2006        | Зіграно                                 | Played                        | Діллон                             |                                                      |
| 2006        | Москва-нуль                             | Moscow Zero                   | Андрій                             |                                                      |
| 2007        | Є мрії — будуть і подорожі              | Have Dreams, Will Travel      | Гендерсон                          |                                                      |
| 2008        | Лицар доріг                             | Knight Rider                  | K.I.T.T.                           | озвучування                                          |
| 2008        | Конспірація                             | Conspiracy                    | Вільям Макферсон                   | головна роль                                         |
| 2008        | Злочинець                               | Felon                         | Джон Сміт                          |                                                      |
| 2008        | XIII: Змова                             | XIII                          | Мангуст                            | 2 епізоди                                            |
| 2008        | Дельго                                  | Delgo                         | Богардус                           | озвучування                                          |
| 2008 — 2009 | Лицар доріг                             | Knight Rider                  | K.I.T.T.                           | озвучування                                          |
| 2009        | Вулиці крові                            | Streets of Blood              | Детектив Енді Деверо               |                                                      |
| 2009        | Парниковий експеримент                  | The Steam Experiment          | Джиммі                             |                                                      |
| 2009        | Поганий лейтенант                       | The Bad Lieutenant            | Стіві Прайт                        |                                                      |
| 2009        | Прошивка                                | Hardwired                     | Вірджил                            |                                                      |
| 2010        | МакГрубер                               | MacGruber                     | Дітер фон Кант                     |                                                      |
| 2011        | 5 днів серпня                           | 5 Days of August              | голландець                         |                                                      |
| 2011        | Поміж                                   | Twixt                         | Галл Балтімор                      |                                                      |
| 2017        | Сніговик                                | The Snowman                   | Герт Рафто                         |                                                      |
| 2017        | Пісня за піснею                         | Song to Song                  | Дуейн                              |                                                      |
| 2019        | Джей та Мовчазний Боб: Перезавантаження | Jay and Silent Bob Reboot     | Пихар                              |                                                      |
| 2020        | Помста солдата                          | A Soldier's Revenge           | Сі Джей Коннор                     |                                                      |
| 2020        | Брудні гроші                            | Paydirt                       | Шериф Такер                        |                                                      |
| 2021        | Вел                                     | Val                           |                                    | документальний фільм; оператор, продюсер і сценарист |
| 2021        | Торт зі смаком помсти                   | The Birthday Cake             | дядько Анжело                      |                                                      |
| 2022        | Кращий стрілець: Маверік                | Top Gun: Maverick             | Том «Айсмен» Казінскі              |                                                      |

## Виноски
1. 1 2  Deutsche Nationalbibliothek Record #139259325 // Gemeinsame Normdatei — 2012—2016.
2. ↑  SNAC — 2010.
3. ↑  Val Kilmer, Film Star Who Played Batman and Jim Morrison, Dies at 65 — Нью-Йорк таймс.
4. ↑  Michael Mann, Francis Ford Coppola, Josh Brolin and More Remember Val Kilmer: ‘A Brilliant Actor and a Good Man’ — Variety.
5. ↑  Val Kilmer believes religion has helped cure him of cancer — Metro.
6. 1 2  Pas L. v. Genealogics — 2003.
7. ↑  Pappademas, Alex (21 квітня 2020). Val Kilmer Doesn't Believe in Death. Men's Health. Процитовано 23 квітня 2020.
8. ↑  Day, Nate (3 серпня 2020). Val Kilmer says he's doing great after tracheotomy: 'I feel a lot better than I sound'. Fox News. Процитовано 5 серпня 2020.
9. ↑  Taffy Brodesser-Akner (6 травня 2020). What Happened to Val Kilmer? He's Just Starting to Figure It Out. The New York Times Magazine. Процитовано 14 серпня 2020.
10. ↑  D'Alessandro, Anthony (27 травня 2021). Amazon Studios Takes U.S. & Latin America On 'Val', A24 Documentary About Actor Val Kilmer. Deadline Hollywood. Процитовано 27 травня 2021.
11. ↑  Val Kilmer – Box Office. The Numbers.
12. ↑  Ebert, Roger (April 3, 1992). Thunderheart [Архівовано 12 жовтня 2012 у Wayback Machine.]. Chicago Sun-Times. Retrieved 2011-03-06
13. ↑  Batman Returns to His Cave. Juilliard. Архів оригіналу за 16 лютого 2012. Процитовано 11 травня 2006.
14. ↑  Top Gun. The Numbers.com. Архів оригіналу за 4 червня 2003. Процитовано 11 травня 2006.
15. ↑  Gordinier, Jeff (15 липня 1994). Next At Batman. Entertainment Weekly. Архів оригіналу за 21 вересня 2008. Процитовано 14 жовтня 2007.
16. ↑  Val Kilmer Opens Up About Battling Cancer and His Kids’ Showbiz Ambitions
17. ↑  Вел Кілмер: життя блискучого, але недооціненого і складного актора. BBC News Україна (укр.). 2 квітня 2025. Процитовано 2 квітня 2025.
18. ↑  Богданьок, Олена (2 квітня 2025). У США помер актор Вел Кілмер. Суспільне | Новини (укр.). Процитовано 2 квітня 2025.